# ماتياس كاراباخال
ماتياس كاراباخال (بالإسبانية: Matías Carabajal)‏ هو لاعب كرة قدم أرجنتيني في مركز الوسط، ولد في 3 يونيو 1986 في ليبيرتادور جنرال سان مارتين، جوجوي ‏ في الأرجنتين. لعب مع فيرو كاريل أويستي.

## وصلات خارجية
- ماتياس كاراباخال على موقع إي إس بي إن إف سي (الإنجليزية)
- ماتياس كاراباخال على موقع قاعدة بيانات كرة القدم.إي يو (الإنجليزية)
- ماتياس كاراباخال على موقع Soccerway.com (الإنجليزية)
- ماتياس كاراباخال على موقع عالم كرة القدم.نت (الإنجليزية)